# Маунт Ораб (Охајо)
Маунт Ораб (енгл. Mount Orab) град је у америчкој савезној држави Охајо.

## Демографија
По попису из 2010. године број становника је 3.664, што је 1.357 (58,8%) становника више него 2000. године.
| Група             | 2000.         | 2010.         |
| Белци             | 2.284 (99,0%) | 3.563 (97,2%) |
| Афроамериканци    | 3 (0,1%)      | 26 (0,7%)     |
| Азијати           | 1 (0,0%)      | 22 (0,6%)     |
| Хиспаноамериканци | 5 (0,2%)      | 22 (0,6%)     |
| Укупно            | 2.307         | 3.664         |